# LXXXIX Korpus Armijny (III Rzesza)
LXXXIX Korpus Armijny (niem. LXXXIX. Armeekorps) – jeden z niemieckich korpusów armijnych, walczący głównie przeciw wojskom aliantów zachodnich.  
Utworzony 2 sierpnia 1942 roku jako Korpus Y, jednak już 9 sierpnia przemianowany na Korpus Schaldt. Kolejne przemianowanie na LXXXIX Korpus Armijny miało miejsce 25 października. Wchodził w skład m.in. 15 Armii. W czasie walk w 1945 roku przeciw wojskom aliantów zachodnich został okrążony przez armię USA i wzięty do niewoli.

## Dowódcy korpusu
- gen. Alfred Ritter von Hubicki (do 18.12.1942)
- gen. por. Hugo Höfl (18.12.1942 - kwiecień 1943)
- gen. Alfred Ritter von Hubicki (30.04.1943 - czerwiec 1943)
- gen. Werner Freiherr von und zu Gilsa (11.06.1943 - 12.01.1944)
- gen. por. Friedrich-Wilhelm Neumann (12.01.1944 - 29.01.1944)
- gen. Werner Freiherr von und zu Gilsa (29.01.1944 - 23.11.1944)
- gen. Gustav Höhne (23.11.1944 - kwiecień 1945)[2]

## Struktura organizacyjna
Skład w sierpniu 1942 roku
- 39 Dywizja Piechoty
- 65 Dywizja Piechoty
- 712 Dywizja Piechoty

Skład w czerwcu 1943 roku
- 65 Dywizja Piechoty
- 171 Dywizja Rezerwowa
- 712 Dywizja Piechoty

Skład w czerwcu 1944 roku
- 19 Dywizja Polowa Luftwaffe
- 48 Dywizja Piechoty
- 165 Dywizja Rezerwowa
- 712 Dywizja Piechoty

Skład w styczniu 1945 roku
- 21 Dywizja Pancerna
- Dywizja Rässler
- 245 Dywizja Rezerwowa
- 25 Dywizja Grenadierów Pancernych
- 47 Dywizja Grenadierów Ludowych